# Prix Georges-Lemaître
Pour les articles homonymes, voir Lemaître.
Le prix Georges-Lemaître est une récompense créé en 1995, date du centenaire de la naissance de Georges Lemaître, à l'initiative de l'Association des anciens et amis de l'Université catholique de Louvain (AUL) qui a également créé la Fondation Georges Lemaître. Le prix – actuellement doté de 25 000 euros – est attribué tous les deux ans à « un scientifique ayant contribué de façon remarquable au développement et à la diffusion des connaissances dans les domaines de la cosmologie, de l'astronomie, de l'astrophysique, de la géophysique, ou de la recherche spatiale ». Le lauréat est choisi par un jury international de scientifiques, présidé par le recteur de l'UCLouvain. 

## Liste des récipiendaires
- 1995 : Philip James Edwin Peebles, cosmologiste
- 1997 : Jean-Claude Duplessy, climatologue
- 1999 : Jean-Pierre Luminet, astrophysicien et Dominique Lambert, philosophe des sciences
- 2001 : Kurt Lambeck, géophysicien
- 2003 : Alain Hubert, climatologue
- 2005 : Édouard Bard, climatologue
- 2007 : Susan Solomon, climatologue
- 2009 : Jean Kovalevsky, astronome
- 2010 : André Berger, climatologue
- 2012 : Michael Heller, cosmologiste
- 2015 : Anny Cazenave, géophysicienne et Jean-Philippe Uzan, physicien théoricien et cosmologiste
- 2016 : Kip Thorne, physicien théoricien[1]
- 2018 : George Ellis, physicien théoricien et cosmologiste
- 2023 : Sheperd S. Doeleman, astrophysicien[2]